# Traité de Tarawa
Le 20 septembre 1979, des représentants de la république des Kiribati, nouvellement indépendante, et des États-Unis se sont réunis à Tarawa pour y signer un traité d'amitié entre les deux pays, connu sous le nom de traité de Tarawa. Au travers du texte, les États-Unis reconnaissent notamment la souveraineté de plus de 14 îles des Kiribati. Le traité est entré en vigueur le 23 septembre 1983, par l'échange des instruments de ratification, qui a eu lieu à Suva.

## Îles dont il est fait mention dans le traité
| Canton            |
| Enderbury         |
| Orona             |
| Rawaki            |
| Île Birnie        |
| Nikumaroro        |
| Île Starbuck      |
| Manra             |
| McKean            |
| Île Christmas     |
| Île du Millénaire |
| Île Malden        |
| Flint             |
| Île Vostok        |